# Im Zustand wie gesehen
Im Zustand wie gesehen ist ein autobiographischer Roman des deutschen Autors Adam Seide (1929–2004).

## Inhalt und Titel
Der Roman erzählt die Geschichte zweier Familien während drei Generationen, 'einfache Leute', die um 1890 im Zuge der Industrialisierung aus den ländlichen Gebieten (Wendland, Osnabrücker Land, Pommern) in die Städte Linden und Hannover ziehen. Der Roman endet in der Nachkriegszeit Ende der 1940er Jahre. Der Titel des Romans, ein Ausdruck aus dem Gebrauchtwarenhandel, kommt an einer einzigen Stelle im Roman vor: „… er hatte sich auch eine Zündapp geleistet (…), gebraucht natürlich, und (so lautete eine Formel in dem Vertrag) bruch- und rißfrei, im Zustand wie gesehen.“ (S. 144)

## Gliederung
Der Roman ist in zwölf, nicht durchgezählte Kapitel gegliedert. Das erste Kapitel (Einleitungskapitel) lautet „Man kommt in die Stadt“, das letzte (Schlusskapitel) „Man verläßt die Stadt“. Den Kapiteln 2 bis 11 ist jeweils eine Strophe aus Bertolt Brechts Gedicht „Der Herr der Fische“ als Motto auf der Seite mit dem Kapitel-Titel vorangestellt. Dann folgt jeweils eine Beschreibung einer Fotografie mit den Hauptpersonen des Romans. Dem Ende jedes Kapitels ist „Die Nachrede der Mütter“ angefügt.

## Entstehungsgeschichte
Adam Seides Freund, der spätere Theaterkritiker Henning Rischbieter sieht die erste Version des Romans schon in Seides Zeitschrift „Der Egoist“, Heft 7, im Jahre 1965 auftauchen. Hier findet sich „unter dem preziösen Titel V.A.G.E., ohne Punkte gelesen: Vage, im Untertitel so genannte 'Gebilde aus dem Nachlaß von Martin Schultz'. Ihnen vorhergegangen war 1964 ein titelloses Bändchen in 23 Exemplaren bei der Gulliver Presse (...). Dann, Hauptteil, aus dem 'Nachlaß von Martin Schultz, einer Dame zugeeignet'. Darunter als Fünfter Brief ein grausliges Märchen über eine Familie, Mann, Frau, Sohn, Tochter, in welchem Mann und Frau sich prügeln, hassen, lieben und die Frau vor der Zeit zu Tode kommt. Ich behaupte mal: Das ist die in grimmig Grimmsche Distanz gerückte Urzelle von Adam Seides erstem Roman, der schließlich 'Im Zustand wie gesehen' hieß und nach langem Umformen und Werden 1980 bei Rowohlt erschien.“. Vorabdrucke einzelner Kapitel folgten dann 1975 in Seides Zeitschrift 'Der Neue Egoist und 1978 im 2. Band von Rischbieter 'Hannoverschem Lesebuch'.

## Schauplatz
Schauplätze des Romans sind die bis 1920 selbständige Stadt Linden sowie die Stadt Hannover mit dem Stadtteil Döhren.
In Linden ist es die Elisenstraße, Wohnung von Wilhelm und Elisabeth Meidner, sowie Wilhelm Meidners Werkstatt zur Herstellung von Geldschränken (Linden-Nord). Später die Noltestraße, die zweite Wohnung der Familie Meidner (auch Linden-Nord), nachdem die Geldschrank-Werkstatt des Vaters 1914 eingegangen war und er Arbeit als Meister im Reichsbahn-Ausbesserungswerk Leinhausen gefunden hat. Dann die Franzstraße in Linden-Süd, die Wohnung von Wilhelm und Martha Meidner mit ihrem Sohn nach der Hochzeit 1929. Hier findet sich eine sehr detaillierte, anschauliche Beschreibung des Stadtteils, offensichtlich eine Kindheitserinnerung des Verfassers Adam Seide. Die letzte Straße in Linden ist die Elsa-Brandström-Straße Nr. 6, die letzte gemeinsame Wohnung der Familie Meidner ab Mitte der 1930er Jahre bis etwa 1950. In Döhren ist es die Querstraße, Wohnung von Karl und Bertha Behrens. Dazu kommen als Schauplätze in Hannover das Obdachlosenasyl in der Leinstraße, in dem Martha Meidner vorübergehend nach der ersten Scheidung 1932 lebt, sowie die Alexanderstraße und die Knochenhauerstraße, wo Martha Meidner vorübergehend in einer Ladenwohnung Unterkunft findet.

## Hauptpersonen
Hauptpersonen des Romans sind die Kinder der Familien Meidner und Behrens in Linden bzw. Döhren: zwei der Kinder dieser beiden Familien: Wilhelm Meidner und Martha Behrens, die schließlich heiraten und wiederum zwei Kinder bekommen (Sohn und Tochter).
- Wilhelm Meidner, Großbauernsohn aus Marleben (Wendland), Schlosserlehre in Lüchow, lernt auf der Wanderschaft in Baden-Baden seine spätere Braut Elisabeth Meidner kennen; er ist später Kunstschlossermeister. Elisabeth Meidner stammt aus dem Osnabrückischen, ist Kindermädchen bei einem Arzt in Osnabrück, später Hausangestellte und Köchin bei diesem Arzt in Baden-Baden. Die Kinder dieser beiden sind: Friedrich [Fritz], Wilhelm (männliche Hauptfigur des Romans), Anna, Elisabeth und Johannes.
- Karl Behrens, Landarbeiter auf einem pommerschen Gut und Bertha Behrens, Magd auf einem pommerschen Gut; beide flüchten aus Pommern, als ein Kind unterwegs ist, finden erst (illegale) Arbeit in der Zuckerfabrik Sehnde, und nach erneuter Flucht nach Hannover-Döhren eine Wohnung in der Querstraße. Karl Behrens arbeitet zunächst als Fahrer der Pferdebahn, dann als Straßenbahnfahrer, Bertha in der Döhrener Wollwäscherei. Die Kinder dieser beiden sind Karl, Bertha, Lina, Martha (weibliche Hauptfigur des Romans), Gustav und Marie.
- Wilhelm Meidner, Sohn von Wilhelm und Elisabeth Meidner, aufgewachsen in Linden, wird nach der Schulzeit Paketbote bei der Buchhandlung Schmorl & von Seefeld, Laufbursche für Schneidereien, Bäckereien, Buchhandlungen, dann (ungelernter) Mechaniker. Um 1920 hält er sich kurze Zeit bei einem Freikorps in Breslau auf, wird dann Arbeiter bei der Hanomag, später Taxifahrer, 1931–1933 arbeitslos, 1933 Lkw-Fahrer bei der Essig- und Likörfabrik Albert Stiens in Hannover, Friedastraße. Schließlich ist er beschäftigt im Eisenwerk Wülfel, danach bei MNH (Maschinenfabrik Niedersachsen) in Laatzen, dann Spitzendreher im MNH-Werk Körtingsdorf in Linden. Nach 1945 findet er Arbeit bei MAN in der Fössestraße, zuletzt Arbeit bei Wohlenberg in Hainholz.
- Martha Behrens, Tochter von Karl und Bertha Behrens, aufgewachsen in Döhren, nach der Schulzeit ungelernte Arbeiterin in der Keks- und Zwiebackfabrik Brandt in Wülfel, Hildesheimer Straße. Sie wohnt später in der Nedderfeldstraße in Linden, dann in der Grotefendstraße, ist ungelernte Arbeiterin bei der Geschäftsbücherfabrik König & Ephardt in der Schloßwenderstraße in Hannover. 1929 heiratet sie Wilhelm Meidner, im Juli 1929 wird der Sohn geboren, im Mai 1932 die Tochter. Das Ehepaar lässt sich dreimal scheiden (1932, 1936 und 1938) und heiratet danach immer wieder. Martha Behrens hat noch verschiedene Aushilfsarbeiten, so im Zweiten Weltkrieg nachts bei der Bahnpost, und wird zuletzt mit der Tochter nach Eversloh am Benther Berg evakuiert. Sie stirbt 1948 an Krebs („noch keine fünfzig Jahre“, S. 216).
- Otto Kirchhoff, Freund Wilhelm Meidners, ist nach einer Fotografenlehre erst Arbeiter bei der Hanomag, dann Inhaber eines Fotografenladens, später Taxifahrer.
- Fritz Meidner, älterer Bruder von Wilhelm, Versicherungsangestellter bei der Sternschen Versicherung in Hannover, nach 1918 hier Bürovorsteher, Hausbesitzer in der List, Gründer des Gesellschaftsklubs Orakel (wo Martha Behrens Wilhelm Meidner kennenlernt). 1933 wird er Bezirksdirektor der 'arisierten' Sternschen Versicherung (der jüdische Besitzer Stern emigrierte am 1. Februar 1933), ist auch SA-Mitglied.
- Der Sohn: Wilhelm Friedrich Karl Gustav („vier Namen, von jeder Familie zwei“, S. 150), Sohn von Wilhelm und Martha Meidner, geboren „im Juli“ (der 2. Juli 1929 ist der Geburtstag des Verfassers Wilhelm [später: Adam] Seide).
- Die Tochter von Wilhelm und Martha Meidner, geboren im Mai 1932.

### Sekundärliteratur
- Henning Rischbieter: Adam Seide – „Hinterm blauen Tor“. In: Von Dichterfürsten und anderen Poeten. Kleine niedersächsische Literaturgeschichte. Bd. 3: Fünfundvierzig Portraits von Arno Schmidt bis Hans Pleschinski. Hrsg. Von Dirck Linck und Jürgen Peters. Hannover 1996, S. 251–257.
- Henning Rischbieter: Schreiben, Knappwurst, abends Gäste. Erinnerungen. Springe 2009, S. 148–154 (die Kapitel „Adam“ und „Galerie Seide“).